# 古罗马神庙

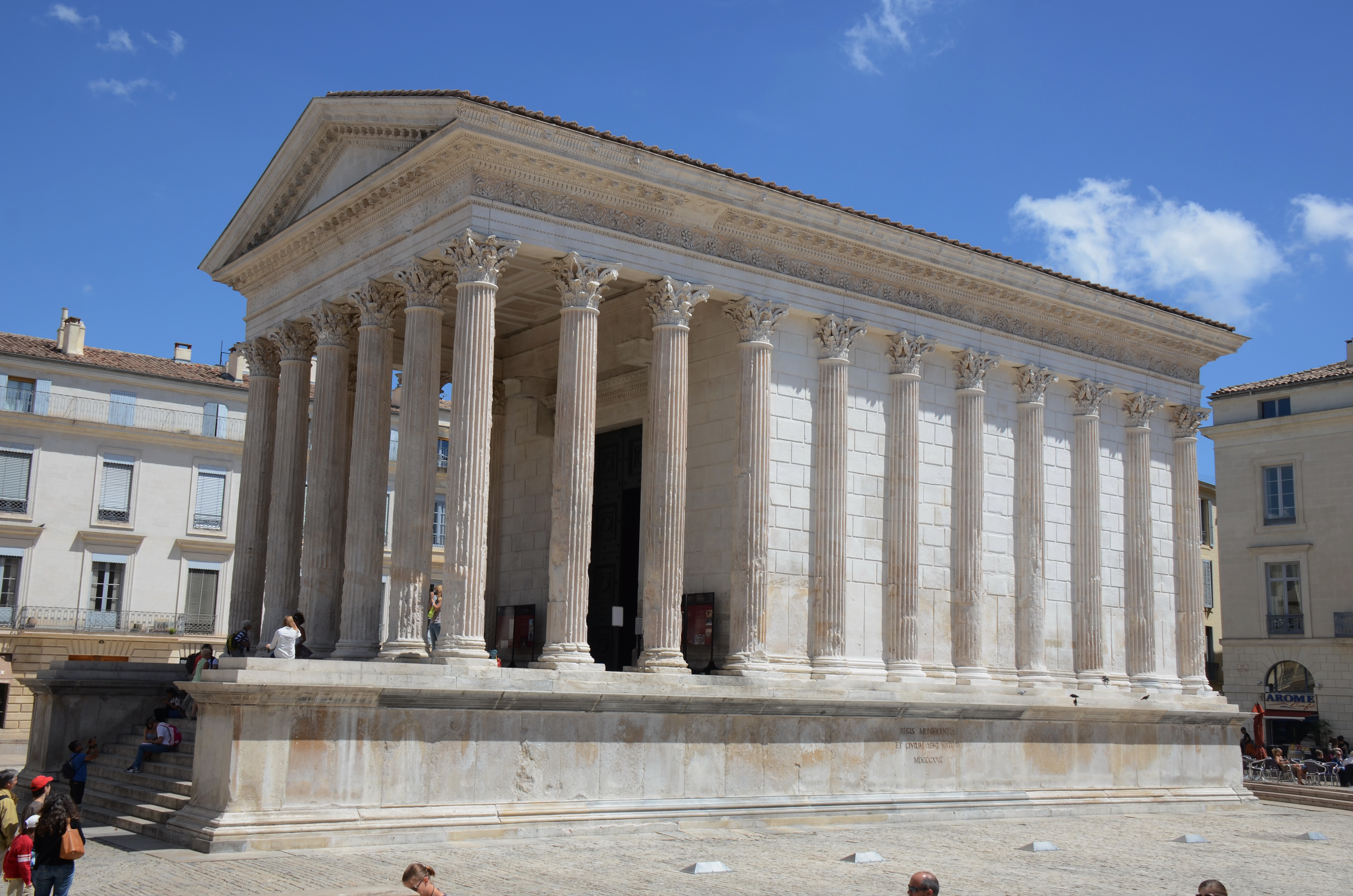
尼姆方屋是现存最完好的罗马神庙之一

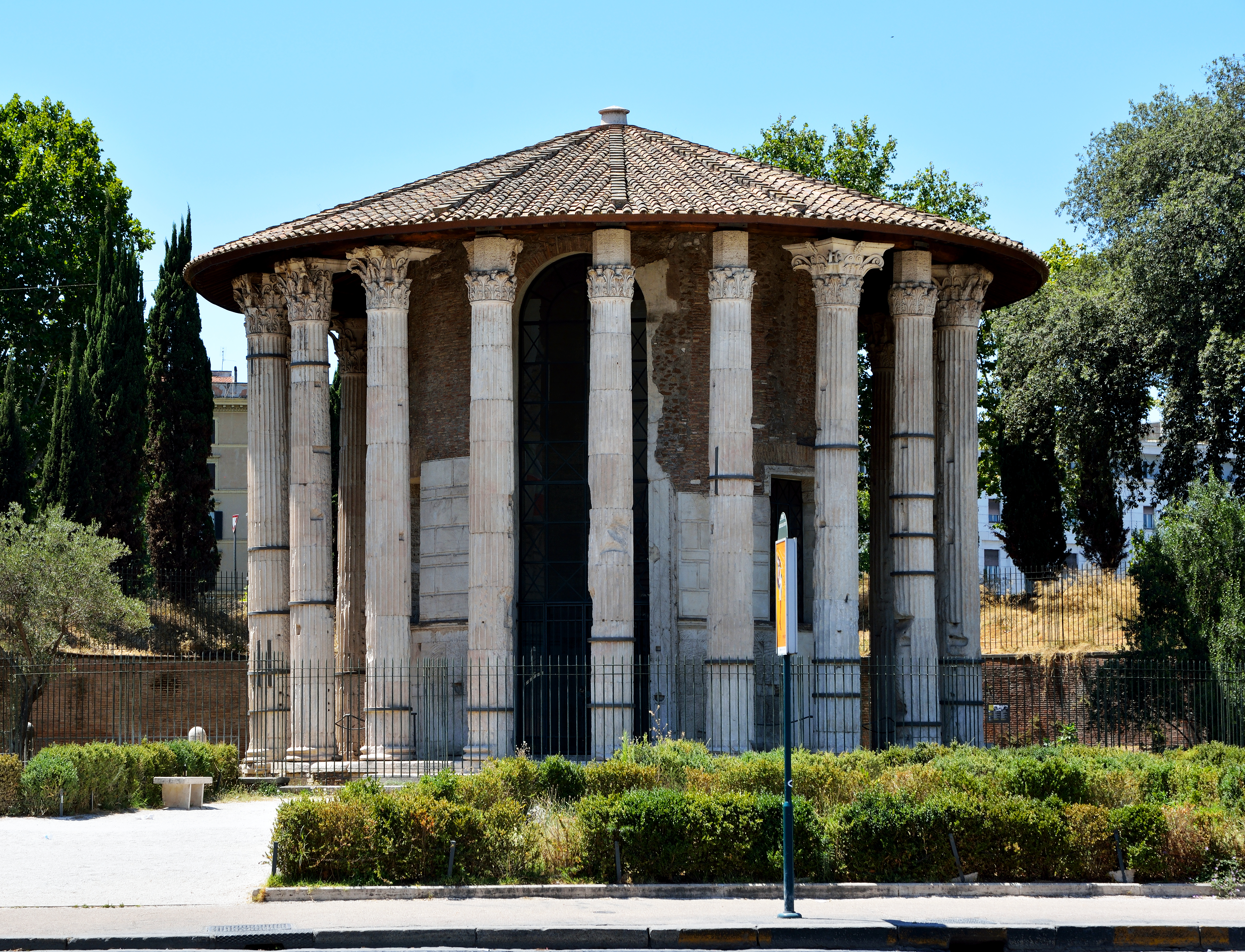
胜利者海克力斯神庙

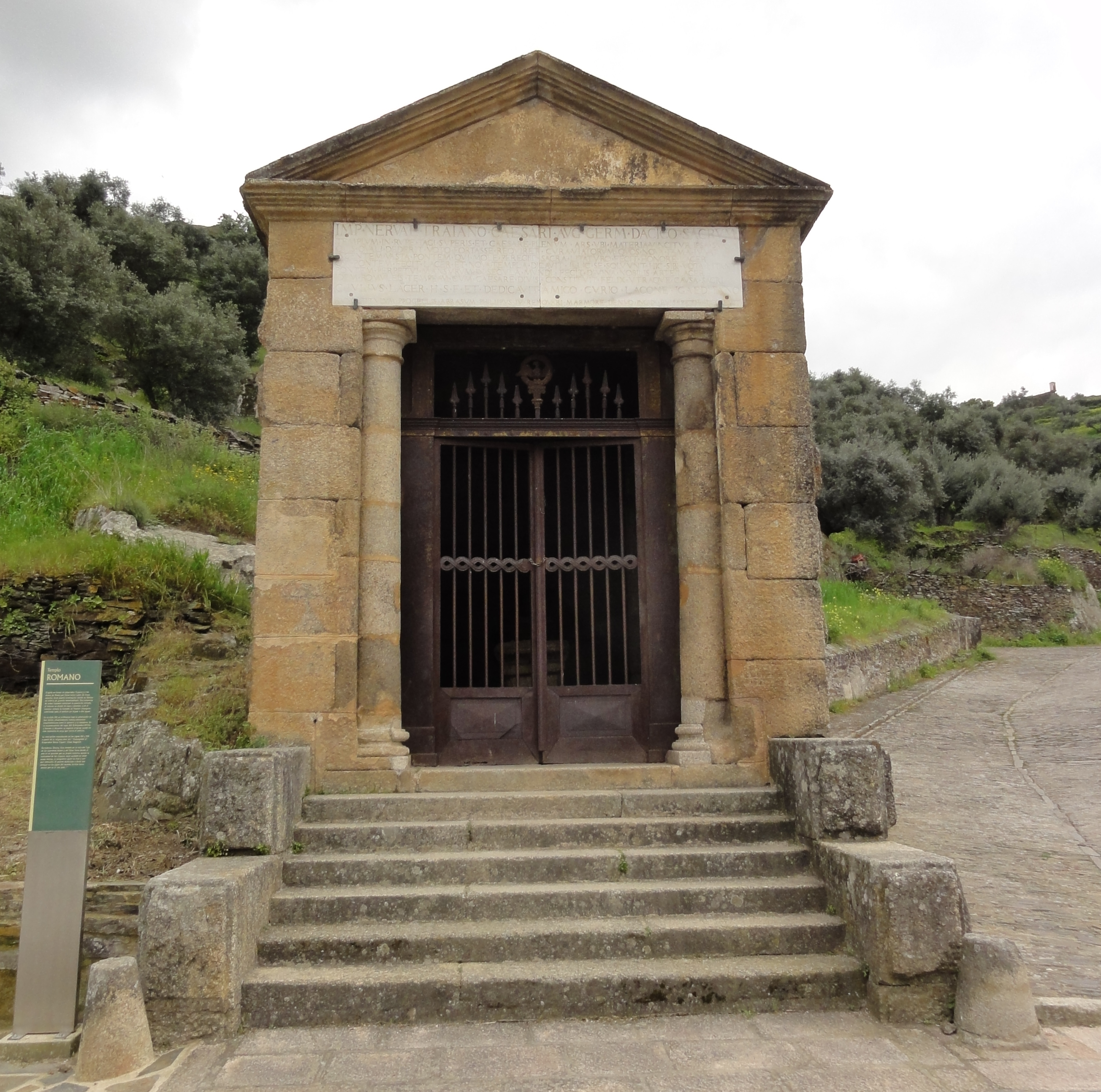
阿尔坎塔拉罗马神庙

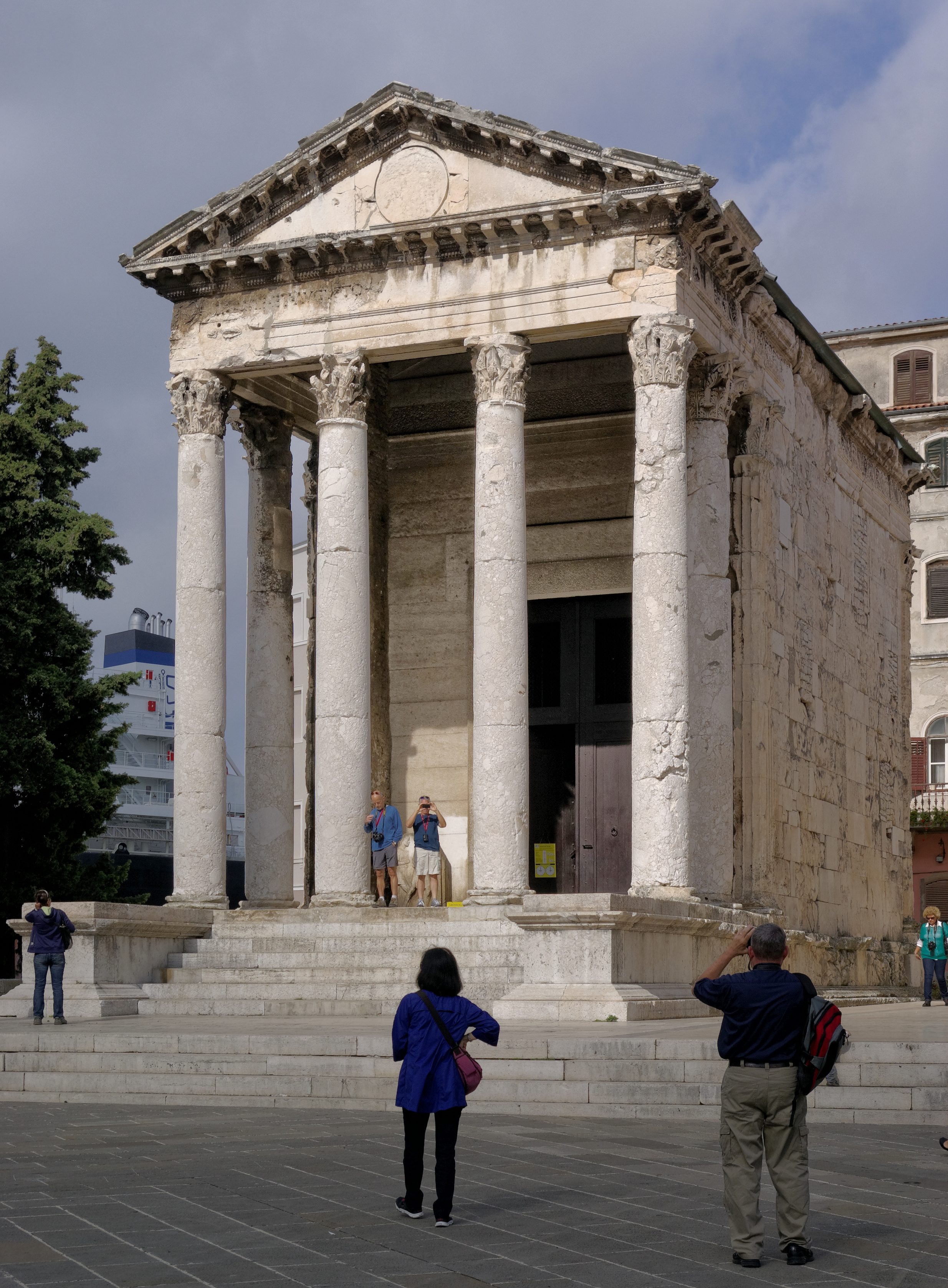
奧古斯都神廟

古罗马神庙是古罗马时代的一种宗教建筑，是古罗马建筑的典范。古罗马人会在神庙的内殿（cella）祭祀古罗马神祇，神庙中一般都有燃香用的小祭坛。但一般的罗马人民很少进入内殿，公共祭祀仪式是在神殿外面进行的门廊举行的，观众则站在神庙前的广场上。
通常神庙呈四边形，下面铺有高于地面的台子，正面有廊柱和三角形的山墙。神庙的侧面和后面很少做装饰，也没有入口。除去这种典型构造外，也有圆形的罗马神庙，整个建筑由廊柱环绕。意大利以外的地区，一些罗马神庙也会依照当地建筑风格做一些调整。罗马神庙的建筑风格继承自伊特拉斯坎的神庙，后者又受古希腊建筑风格影响。
古罗马神庙今存不多，而且大多数保存完好的神庙都已经被改造成基督教的教堂（一些又被改成清真寺）。